# Haematopota sofalensis
Haematopota sofalensis är en tvåvingeart som beskrevs av Travassos Dias 1957. Haematopota sofalensis ingår i släktet Haematopota och familjen bromsar.
Artens utbredningsområde är Moçambique. Inga underarter finns listade i Catalogue of Life.